# Charaxes gerdae
Charaxes gerdae är en fjärilsart som beskrevs av Arthur Rydon 1989. Charaxes gerdae ingår i släktet Charaxes och familjen praktfjärilar. Inga underarter finns listade i Catalogue of Life.